# Caledonia (Dakota del Norte)
Caledonia es un lugar designado por el censo ubicado en el condado de Traill en el estado estadounidense de Dakota del Norte. En el censo de 2010 tenía una población de 39 habitantes y una densidad poblacional de 29,01 personas por km².

## Geografía
Caledonia se encuentra ubicado en las coordenadas 47°27′28″N 96°53′21″O / 47.45778, -96.88917. Según la Oficina del Censo de los Estados Unidos, Caledonia tiene una superficie total de 1.34 km², de la cual 1.34 km² corresponden a tierra firme y (0%) 0 km² es agua.

## Demografía
Según el censo de 2010, había 39 personas residiendo en Caledonia. La densidad de población era de 29,01 hab./km². De los 39 habitantes, Caledonia estaba compuesto por el 100% blancos, el 0% eran afroamericanos, el 0% eran amerindios, el 0% eran asiáticos, el 0% eran isleños del Pacífico, el 0% eran de otras razas y el 0% pertenecían a dos o más razas. Del total de la población el 0% eran hispanos o latinos de cualquier raza.